# Aleksandr Vasilyev
Pour les articles homonymes, voir Aleksandr Vassiliev.
Aleksandr Vasilyev, né le 26 juillet 1961, est un athlète biélorusse, représentant l'Union soviétique, spécialiste du 400 m haies.
Son record personnel est de 47 s 92, obtenu en Coupe d'Europe le 17 août 1985 à Moscou, actuellement record national. Il termine deuxième de la Coupe du monde des nations d'athlétisme 1985 à Canberra. En raison du boycott, il a remporté en 48 s 63 la médaille d'or lors des Jeux de l'Amitié de 1984 à Moscou.